# Kościół Matki Bożej Różańcowej w Żarach
Kościół pw. Matki Bożej Różańcowej w Żarach – rzymskokatolicki kościół filialny w Żarach, w województwie lubuskim. Należy do dekanatu Żary diecezji zielonogórsko-gorzowskiej.

## Historia
Budowla stoi na miejscu wybudowanej w średniowieczu kaplicy pod wezwaniem świętych Fabiana i Sebastiana. Kaplica mieściła się na Górnym Przedmieściu, poza obrębem murów miejskich. W 1551 została całkowicie zniszczona. W 1751 powstała na jej miejscu ufundowana przez Kretschmerów kaplica cmentarna dla pobliskiej wsi Grabik. W 1873 została przekształcona w kościół luterański. Około 1980 została do niej dobudowana kruchta.

## Architektura i wyposażenie
Fasada jest ozdobiona schodkowym szczytem ze sterczynami. Niestety, nie zachowało się oryginalne wyposażenie.